# 浜松町 (桐生市)
浜松町（はままつちょう）は、群馬県桐生市の町名である。一丁目から二丁目が設置されている。郵便番号は376-0007。

## 地理
桐生市の中部に位置し、桐生市第五区に属する。東北部は東六丁目・七丁目に、東部は桐生川を境として菱町に、東南部は境野町に、南部は新宿に、西部は錦町に、西北部は川岸町に、北部は仲町にそれぞれ接する。
町内を中通りが貫いており、中通りの西側が一丁目、東側が二丁目となっている。新川の旧常祇橋から境野町の本然寺に至る通りが旧足利街道であり、昭和通りの開通以前まで、桐生と足利を結ぶ主要道であった。

## 歴史
かつての新宿村の一部にあたる。1889年（明治22年）の町村制施行により、桐生新町、新宿村、安楽土村、下久方村、上久方村平井が合併して桐生町が発足、新宿村は桐生町の大字の一つとなる。1921年（大正10年）の市制施行を経て、1929年（昭和4年）に大字が廃止され現在の町名である「浜松町」となり、後に栄町を編入し現在の町域となった。

## 世帯数と人口
2022年（令和4年）1月31日現在の世帯数と人口は以下の通りである。
| 丁目         | 世帯数  | 人口    |
| ------------ | ------- | ------- |
| 浜松町一丁目 | 383世帯 | 722人   |
| 浜松町二丁目 | 308世帯 | 582人   |
| 計           | 691世帯 | 1,304人 |

## 小・中学校の学区
市立小・中学校に通う場合、学区は以下の通りとなる。
| 丁目         | 番地 | 小学校           | 中学校             |
| ------------ | ---- | ---------------- | ------------------ |
| 浜松町一丁目 | 全域 | 桐生市立南小学校 | 桐生市立中央中学校 |
| 浜松町二丁目 | 全域 | 桐生市立南小学校 | 桐生市立中央中学校 |

## 交通

### 鉄道
町内に鉄道駅はない。

### 道路
町内に国道・県道は通っていない。

## 施設
- 桐生浜松町郵便局
- 白山神社
- 浜松町二丁目集会所
- 浜松町児童公園

## 避難所
- 浜松町児童公園（土砂災害時の緊急避難場所）[7]